# Alexander Keewatin Dewdney
Alexander Keewatin Dewdney (London, 5 agosto 1941 – London, 9 marzo 2024) è stato un matematico, informatico e filosofo canadese.

## Biografia
Figlio dell'artista canadese Selwyn Dewdney e fratello del poeta e scrittore Christopher Dewdney, divenne musulmano.
In gioventù, sotto lo pseudonimo Keewatin Dewdney, girò diverse pellicole sperimentali, fra cui Malanga (film sul poeta Gerard Malanga), Four girls, Scissors e il suo lavoro più ambizioso, il pre-strutturalista Maltese Cross Movement. , una storia della cinematografia sperimentale negli anni '60.
Scrisse diversi libri sul futuro e sulle implicazioni dell'informatica moderna, oltre ad aver pubblicato il romanzo The Planiverse (Il Planiverso. Il computer e un mondo bidimensionale).
Dewdney visse a London (Ontario, Canada), dove ricoprì la carica di Professore Emerito alla University of Western Ontario.
Succedette a Martin Gardner e Douglas Hofstadter come autore della colonna di matematica ricreativa su Scientific American's (dal 1984 al 1993), da lui inizialmente ribattezzata Computer Recreations e successivamente Mathematical Recreations. Gli articoli vennero raccolti in tre libri, spaziando tra svariati argomenti, quali i virus informatici, i giochi Core Wars, Alak e Tinkertoy, automi cellulari quali il Gioco della vita e Wa-Tor, il rumore marrone e lo Spaghetti sort.
Dopo gli attentati dell'11 settembre 2001, Dewdney pubblicò alcune teorie relative a tali eventi, sostenendo che le chiamate effettuate dagli aerei furono contraffatte e che l'aereo che colpì il Pentagono non fosse in realtà il volo 77. Nel 2003, egli rese disponibile sul suo sito web Physics911 un articolo di Germar Rudolf, un negazionista dell'Olocausto, sull'impossibilità delle chiamate effettuate l'11 settembre. Alcuni membri del Movimento per la verità sull'11 settembre furono in disaccordo con le affermazioni secondo cui un Boeing non avrebbe potuto colpire il Pentagono e le chiamate sarebbero state contraffatte, scrivendo saggi per confutarle.

## Opere
- The Planiverse: Computer Contact with a Two-Dimensional World (1984). ISBN 0-387-98916-1.
- The Armchair Universe: An Exploration of Computer Worlds (1988). ISBN 0-7167-1939-8. (collection of "Mathematical Recreations" columns)
- The Magic Machine: A Handbook of Computer Sorcery (1990). ISBN 0-7167-2144-9. (collection of "Mathematical Recreations" columns)
- The New Turing Omnibus: Sixty-Six Excursions in Computer Science (1993). ISBN 0-8050-7166-0.
- The Tinkertoy Computer and Other Machinations (1993).  ISBN 0-7167-2491-X. (collection of "Mathematical Recreations" columns)
- Introductory Computer Science: Bits of Theory, Bytes of Practice (1996).  ISBN 0-7167-8286-3.
- 200% of Nothing: An Eye Opening Tour Through the Twists and Turns of Math Abuse and Innumeracy (1996). ISBN 0-471-14574-2.
- Yes, We Have No Neutrons: An Eye-Opening Tour through the Twists and Turns of Bad Science (1997).  ISBN 0-471-29586-8.
- Hungry Hollow: The Story of a Natural Place (1998). ISBN 0-387-98415-1.
- A Mathematical Mystery Tour: Discovering the Truth and Beauty of the Cosmos (2001). ISBN 0-471-40734-8.
- Beyond Reason: Eight Great Problems that Reveal the Limits of Science (2004). ISBN 0-471-01398-6.

### Opere tradotte in italiano
- Il Planiverso. Il computer e un mondo bidimensionale (2003). ISBN 978-8833914466.
- Hungry Hollow: Racconti da un luogo naturale (2005). ISBN 978-8833915784.
- La quadratura del cerchio... e altri grandi problemi che mostrano i limiti della scienza (2005). ISBN 978-8850323616.